# マーク・ウォーナー
マーク・ロバート・ウォーナー（英語：Mark Robert Warner、1954年12月15日 - ）は、アメリカ合衆国の政治家、実業家。

## 経歴
1954年12月15日にインディアナ州インディアナポリスに誕生する。携帯電話の事業で成功した後、政界に転じる。1996年の連邦上院選挙に出馬し、現職の共和党議員であるジョン・ウォーナーに惜敗するも善戦して政治家としての足掛りを得た後、2001年にバージニア州知事選挙に当選して1期4年に渡って務めた。在職中に全米知事協会会長も歴任した。
2008年にジョン・ウォーナーの引退を受けて再度連邦上院選挙に挑戦した。州知事経験者同士の選挙だったが共和党のジム・ギルモアに圧勝し、2009年より現在まで連邦上院議員を務める。同年の2008年アメリカ合衆国大統領選挙では基調演説も行った。
選挙での強さ・支持率の高さは目立っており、現在の民主党の中堅を代表する政治家の1人で、大統領選挙への出馬を期待する声が常時出る政治家でもある。